# Ferdinando Ambrosi
Ferdinando Ambrosi, född 1 februari 1846 i Vicenza, Italien, död i april 1891, var en italiensk operasångare.
Ambrosi var 1868–1872 anställd vid Kungliga Operan i Stockholm, där han väckte uppseende genom sin omfångsrika tenorstämma. Första rollen där var som Manrico i Trubaduren. Övriga roller i Stockholm var Nemorino i Kärleksdrycken, Pollion i Norma, Edgar i Lucia di Lammermoor, Gennaro i Lucrezia Borgia, Alfredo i La traviata, Hertigen i Rigoletto, Arnold i Wilhelm Tell och Vasco da Gama i Afrikanskan. Därefter sjöng han på Malta, i Kairo och Sydamerika samt återkom till Stockholm 1887 då han gjorde sex föreställningar i La traviata och Trubaduren.